# Ponte di Fatih Sultan Mehmet
Il ponte di Fatih Sultan Mehmet (in turco Fatih Sultan Mehmet Köprüsü, F.S.M. Köprüsü o 2. Boğaziçi Köprüsü), chiamato anche il "secondo ponte sul Bosforo", è uno dei tre ponti di Istanbul, in Turchia, che attraversano lo stretto del Bosforo (in turco: Boğaziçi) e che permettono di collegare l'Europa con l'Asia. Esso è situato tra il quartiere di Hisarüstü (sul lato europeo) e Kavacık (nella parte asiatica).
Gli altri due sono il ponte sul Bosforo che si trova tra il quartiere di Ortaköy (sul lato europeo) e Beylerbeyi (nella parte asiatica) e fu inaugurato nel 1973, e il ponte di Yavuz Sultan Selim, vicino all'imboccatura del Mar Nero.
Il ponte prende il nome dal sultano ottomano del XV secolo Maometto II il Conquistatore, che prese Costantinopoli (Istanbul) nel 1453. Il ponte porta le vie di comunicazione E80, AH1 e O-2.
Si tratta di un ponte sospeso con piloni in acciaio e ganci inclinati. La sua lunghezza è di 1.510 metri per 39 m di larghezza. La distanza tra le torri (campata principale) è 1.090 m e la loro altezza sul livello della strada è di 105 m. Il ponte è formato da 2 carreggiate ognuna suddivisa in 4 corsie.